# Brassaiopsis hainla
Brassaiopsis hainla är en araliaväxtart som först beskrevs av Buch.-ham., och fick sitt nu gällande namn av Berthold Carl Seemann. Brassaiopsis hainla ingår i släktet Brassaiopsis och familjen Araliaceae. Inga underarter finns listade.